# Mohsen Labidi
Pour les articles homonymes, voir Labidi.
Mohsen Labidi (arabe : محسن العبيدي), plus connu sous le nom de Mohsen Jendoubi, né le 15 janvier 1954 à Tunis, est un footballeur tunisien.
Actif de 1973 à 1988, principalement au sein du Stade tunisien et en équipe nationale, il évolue au poste d'arrière central. 

## Biographie
Ayant rejoint les rangs du Stade tunisien chez les minimes, il fait son apprentissage auprès de l’entraîneur Rachid Turki et contribue à la victoire de son équipe dans le championnat des juniors en 1972.
Après avoir été essayé parmi les seniors, à la fin de la saison 1972-1973, il s’impose vite comme un pilier de son club, dont il deviendra le joueur le plus capé. Défenseur solide et appliqué, ayant un sens de l'anticipation et un jeu discipliné, il est respecté par ses coéquipiers, ses adversaires ainsi que par les arbitres qui n’ont jamais brandi de carton rouge à son encontre. Ses qualités et sa régularité lui permettent d’être classé parmi les meilleurs joueurs du championnat à plusieurs reprises : ainsi est-il classé comme meilleur arrière central et quatrième joueur du championnat en 1973-1974, second du classement en 1974-1975, troisième en 1975-1976, lauréat de ce classement en 1976-1977, puis à nouveau second en 1977-1978. 
Il rejoint ensuite le club saoudien d’Al Ahly Djeddah, où il joue deux ans et demi, avant de rentrer au pays au milieu de la saison 1981-1982, et de poursuivre sa carrière avec son club de toujours.
L’équipe nationale ne pouvant se passer de ses services, il est sélectionné à partir du 28 septembre 1974, avec un match contre l'équipe du Liban, et jusqu'au 20 mars 1983, avec un match contre l'équipe du Maroc. En effet, après le gel des activités de l’équipe de Tunisie en 1983, la reprise se fait avec de nouveaux joueurs.
Le mérite de Labidi est reconnu par le président Moncef Marzouki qui lui décerne les insignes de commandeur[Quoi ?] le 28 août 2012.

## Palmarès
- Champion de Tunisie juniors : 1972
- Meilleur joueur de la saison : 1976-1977
- Médaillé de bronze au tournoi de Kuneitra : 1974
- Médaillé de bronze des Jeux méditerranéens : 1975

## Statistiques
- Matchs en championnat de Tunisie de football : 302 matchs (2 buts) dont 101 matchs successifs de 1973 à 1977 et aucun match raté pendant sept saisons (1975, 1976, 1977, 1983, 1984, 1985 et 1987)
- Matchs en coupe de Tunisie de football : 29 matchs (1 but)
- Sélections : 52